# PSR B1257+12

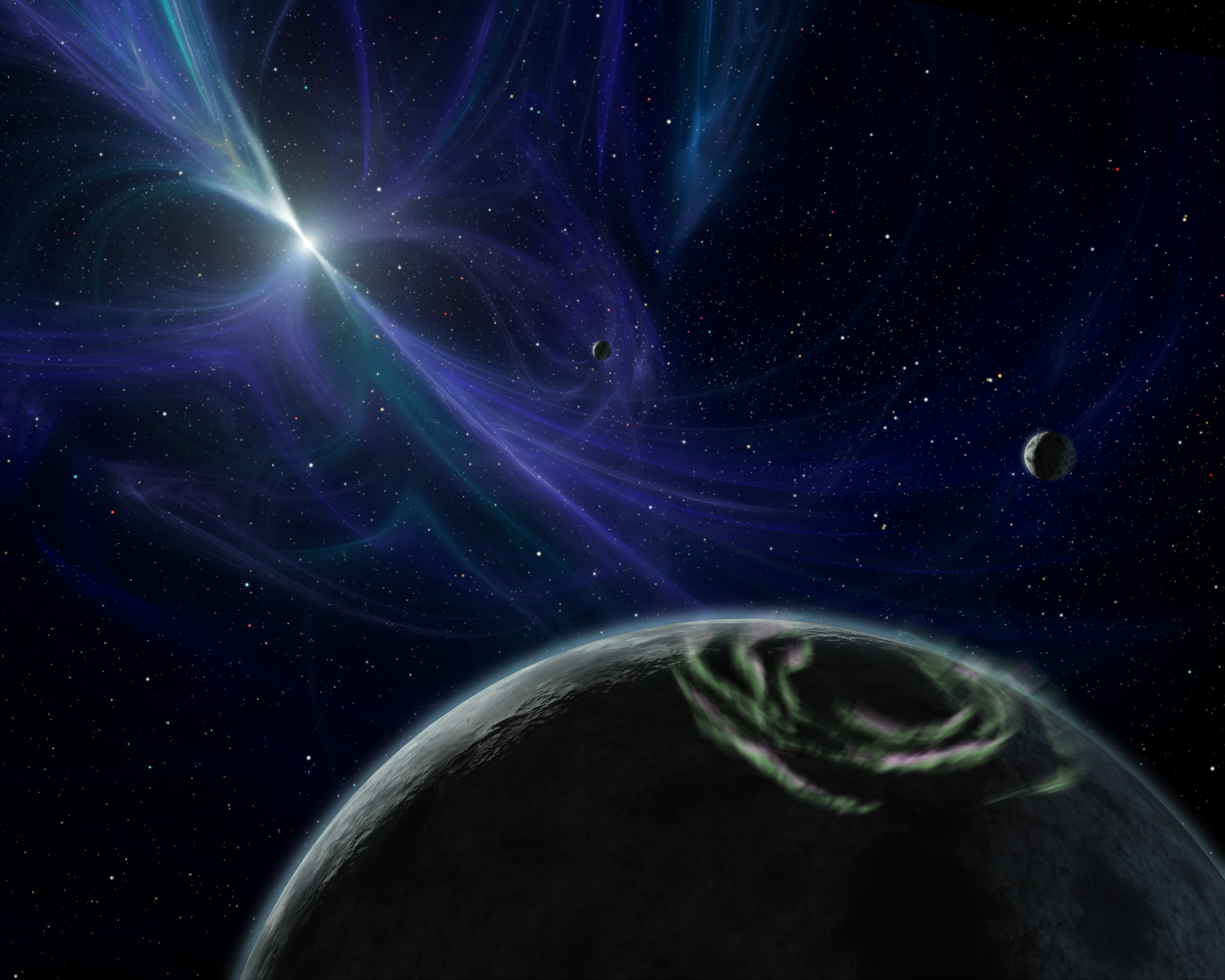
صورة تخيلية لكواكب النباض PSR 1257+12

نباض 1257+12 (بالإنجليزية:PSR B1257+12 أو PSR 1257+12) هو نجم نباض يبعد عنا نحو 1000 سنة ضوئية. اكتشف عام 2007 أن لهذا النباض ثلاثة كواكب خارج المجموعة الشمسية.

## النجم النباض
يوجد النباض PSR B1257+12 في كوكبة العذراء. وترمز التسمية PSR B1257+12 إلى الإحداثيات في الحقبة B1950.0 epoch الفلكية. تبلغ كتلة النباض نحو 4و1 كتلة شمسية.
اكتشف الفلكي البولندي «ألكسندر ولشان» النباض 1257+12 في عام 1990 باستخدام التلسكوب الراديوي «أرسيبو». ينبض النباض كل مللي ثانية مما يدل على أنه نجم نيوتروني، وقد اكتشف بعض الشذوذ في صفات هذا النباض من جهة أن نبضاته ليست منتظمة، مما دعى إلى استمرار رصده بغرض معرفة أسباب عدم انتظام النبضات. وقام ولشان بالاشتراك مع «ديل فريل» بنشر بحث علمي عنه عام 1992 وكان ذلك أول دليل على وجود كواكب خارج لمجموعة الشمسية. وباستخدام طرق رصد أدق تحقق في عام 1994 اكتشاف كوكب ثاني لهذا النباض. وقد أدى هذا الاكتشاف إلى نشاط في البحث عن كواكب خارج المجموعة الشمسية، وتبين أن وجود تلك الكواكب نادرا. كما أكتشف كوكب آخر حول النباض PSR B1620-26 . يدور
PSR B1257+12 حول محوره كل 22و6 مللي ثانية.

## نظامه الكوكبي
عثر على كوكب تابع لنباض، وهو أول كوكب خارج المجموعة الشمسية تم اكتشافه. وباستمرار الرصد والتدقيق نعرف الآن أن للنباض ثلاثة كواكب تدور حوله أحدهم في مدار دائري واثنان يدور كل منهما في مدار قطع ناقص باختلاف مركزي مختلف.
| رفيق (بترتيب النجوم) | كتلة             | نصف محور (AU) | الفترة المدارية (يوم) | انحراف          | ميلان | نق |
| -------------------- | ---------------- | ------------- | --------------------- | --------------- | ----- | -- |
| A (b / Draugr)       | 0.020 ± 0.002 م⊕ | 0.19          | 25.262 ± 0.003        | 0.0             | ~50°  | —  |
| B (c / Poltergeist)  | 4.3 ± 0.2 م⊕     | 0.36          | 66.5419 ± 0.0001      | 0.0186 ± 0.0002 | 53°   | —  |
| C (d / Phobetor)     | 3.9 ± 0.2 م⊕     | 0.46          | 98.2114 ± 0.0002      | 0.0252 ± 0.0002 | 47°   | —  |

}